# Фетхіє
Фетхіє́ (тур. Fethiye) — район і місто-курорт на південному заході Туреччини (іл Мугла). Населення — 65 000 осіб. Місто розташоване біля підніжжя гір, вкритих сосновими та кедровими лісами. За 40 кілометрів від міста розташований аеропорт Даламан.

## Історія

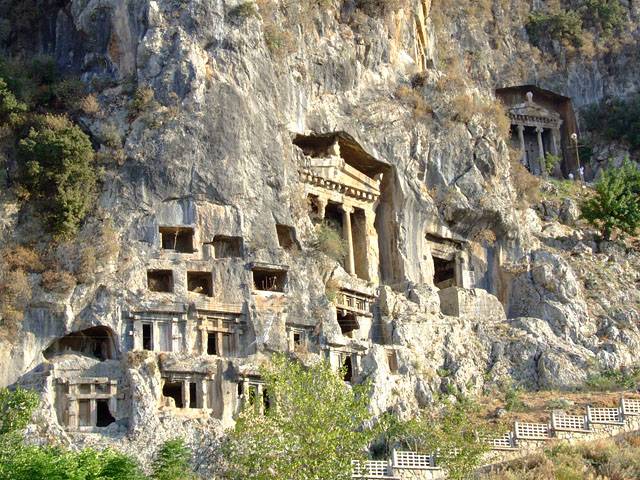
Гробниці в Фетхіє

На території міста в античні часи існувало місто Телмессос (грец.Τελμεσσος). Місто було дуже відомим і було центром пророцтв, присвячених Аполлону. Телмессос підтримував міцні економічні зв'язки з грецьким Родосом. В V столітті до н. е. він входив до складу контрольованого Афінами Делоського союзу. У IV столітті до н. е. римляни включили місто до складу Лікії. У VIII столітті місто було перейменовано в Анастасіополіс на честь візантійського імператора. У наступному столітті він отримав нову назву — Макрі (грец. Μακρη-довгий) за назвою острова на вході в бухту. Так місто називали до 1914 року, коли після виселення греків його перейменували в пам'ять про місцевого уродженця — військового льотчика Фетхі-бея (Fethi Bey), який загинув під час аварії літака 1914 року.
Землетруси 1857 року та 1957 року зруйнували майже всі стародавні споруди. У місті збереглися залишки античного римського театру, руїни середньовічного лицарського замку XV століття. На схилі гори біля міста добре збереглися лікійські гробниці. Найбільша з них — гробниця Амінтаса, на стіні якої зберігся грецький напис «Amyntou tou Ermagiou (Амінтас, син Гермагія)». Вважається, що Амінтас був одним з правителів Телмессоса. У місті працює Міський музей, в якому представлена колекція археологічних знахідок і етнологічні предмети мистецтва.
Поблизу Фетхіє розташоване «місто-привид» Каякой, яке на початку 1920-х рр. покинуло грецьке населення.

## Туризм
У Фетхіє, який називають «Англією в мініатюрі», проживає понад 7 тисяч англійських сімей. Курорт також щорічно приймає понад 600 000 туристів з Англії.